# Delophanes anthracephala
Delophanes anthracephala är en fjärilsart som beskrevs av Oswald Beltram Lower 1894. Delophanes anthracephala ingår i släktet Delophanes och familjen praktmalar, Oecophoridae. Inga underarter finns listade i Catalogue of Life.